# Варчорова (Караш-Северин)
Варчорова (рум. Vârciorova) насеље је у Румунији у округу Караш-Северин у општини Болвашница. Oпштина се налази на надморској висини од 381 m.

## Прошлост
По "Румунској енциклопедији" место први пут помиње 1433. године. Вековима је било посед породице Бизере.
Аустријски царски ревизор Ерлер је 1774. године констатовао да место "Верцерова" припада Тамишком округу, Карансебешког дистрикта. Село има милитарски статус а становништво је било претежно влашко.

## Становништво
Према подацима из 2002. године у насељу је живело 1054 становника, од којих су сви румунске националности.